# Desastre de Bhopal
El desastre de Bhopal, ocorregut el 3 de desembre de 1984 a la regió de Bhopal (Índia), fou un accident mediambiental industrial que es va originar en produir-se una fuita de 42 tones d'isocianat de metil en una fàbrica de pesticides propietat de la companyia nord-americana Union Carbide (part dels actius van ser posteriorment adquirits per Dow Chemical). L'accident es va produir en no prendre les degudes precaucions durant les tasques de neteja i manteniment de la planta, la qual cosa va provocar que l'aigua a pressió utilitzada i els cristalls de clorur sòdic, restes metàl·liques i altres impureses que la mateixa arrossegava, entressin en contacte amb el gas emmagatzemat, cosa que inicià una reacció exotèrmica que va provocar l'obertura per sobrepressió de les vàlvules de seguretat dels tancs, i amb això, l'alliberament a l'atmosfera del gas tòxic. A tot això es fa afegir que tant el sistema de refrigeració dels tancs com el catalitzador de gasos previ a la sortida a l'atmosfera s'havien desactivat per a estalviar costos.
En entrar en contacte amb l'atmosfera, el compost alliberat va començar a descompondre's en diversos gasos molt tòxics (fosgens, mono metilamina i especialment àcid cianhídric, també conegut com a àcid prússic o cianur d'hidrogen), que van formar un núvol letal que, en ser més densos els gasos que la formaven que l'aire atmosfèric, va recórrer arran de terra tota la ciutat. Milers de persones van morir de forma gairebé immediata asfixiades pel núvol tòxic, i moltes altres van morir en accidents en intentar fugir d'allà durant la desesperada i caòtica evacuació de la ciutat.
S'estima que entre 6.000 i 8.000 persones van morir en la primera setmana després de la fuita tòxica, i almenys uns altres 12.000 van morir posteriorment com a conseqüència directa de la catàstrofe, que va afectar més de 600.000 persones, 150.000 de les quals van patir greus seqüeles. A més, van morir també milers de caps de bestiar i animals domèstics, i tot l'entorn del lloc de l'accident va quedar greument contaminat per substàncies tòxiques i metalls pesants que trigaran molts anys a desaparèixer. La planta química va ser abandonada després de l'accident i Union Carbide no va respondre pels danys causats.
El 7 de juny de 2010, el tribunal indi que jutjava aquest desastre va condemnar vuit directius de l'empresa a dos anys de presó i la delegació de l'empresa a l'Índia a abonar 500.000 rupies (10.600 dòlars / 8.900 euros).
En record d'aquesta tragèdia se celebra a tot el món cada 3 de desembre el Dia Mundial del No ús de Plaguicides.

## La fase prèvia al desastre
La planta de producció de pesticides de la Union Carbide India Limited de Bhopal va ser construïda a principis dels 70 aprofitant l'auge de la producció agrícola als països en desenvolupament.
Estava destinada a la producció de sevin, nom comercial de l'1-naftil N-metilcarbamat o carbaril, un compost químic de la família dels carbamats utilitzat principalment com a insecticida. El procés sintètic per a l'obtenció del carbaril implicava la reacció de fosgè amb metilamina per a obtenir el clorur de metilcarbamil, i la piròlisi d'aquest per a la obtenció de l'isocianat de metil. Posteriorment es feia reaccionar l'isocianat de metil amb l'1-naftol per a obtenir el producte final.

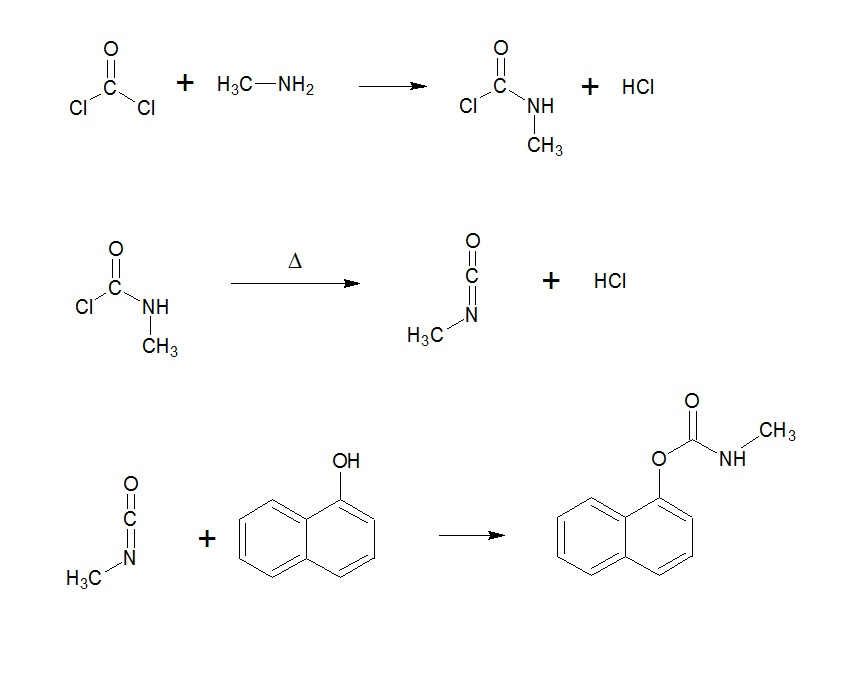
1. Síntesi del clorur de metilcarbamil a partir de fosgè i metilamina.2. Piròlisi del clorur de metilcarbamil amb isocianat de metil com a producte.3. Síntesi del carbaril a partir de l'1-naftol i l'isocianat de metil.

A principis dels 80 la demanda de pesticides havia davallat i la fàbrica de la UCIL, que ja no era rendible, havia de ser desmantellada i traslladada a Brasil o Indonèsia. La pressió econòmica va portar al deteriorament dels sistemes de seguretat i de la política de personal.

### Incidències anteriors
Des de l'any 1976 els sindicats ja denunciaven la contaminació dins la planta, però no rebien resposta dels directius de Union Carbide ni del govern de l'estat indi de Madhya Pradesh. El 1981 un accident amb fosgè va provocar la mort d'un treballador per la inhalació del gas. Al gener del 1982, vint-i-quatre treballadors, que no portaven màscares protectores, van ser hospitalitzats per una fuita de fosgè. Un mes més tard, una fuita de MIC va afectar divuit treballadors més. L'agost de 1982, un enginyer va resultar ferit, amb cremades al 30% del seu cos, per contacte amb MIC líquid. Des de l'octubre de 1982 fins al 1984 es produïen regularment fuites de gasos tòxics com el MIC, clor, mono-metilamina, fosgè o tetraclorur de carboni.

### Sistemes de seguretat
Com que les petites fuites es produïen amb regularitat, l'alarma de seguretat es va desconnectar per no molestar als veïns de la fàbrica, i les llums d'emergència no funcionaven.
Només un dels conductes rentadors de gasos funcionava correctament. Tractant el MIC amb la quantitat adient d'hidròxid de sodi es podria haver reduït fins a un nivell segur la concentració d'aquest gas a l'aire.
La torxa, un dispositiu de combustió de gasos principalment utilitzat a les plantes industrials per cremar gasos inflamables alliberats per sobrepressions accidentals als equips de la planta, no estava operativa per tasques de manteniment. Tot i així, la quantitat de gas alliberada la nit de l'accident superava amb escreix la capacitat de la torxa.
Les condicions d'emmagatzematge dels productes també eren deficients. Encara que a la planta ja no es produïssin pesticides, els producte seguien emmagatzemats en tancs molt voluminosos i plens per sobre del nivell de seguretat. Per reduir despeses en energia, es van desconnectar els sistemes de refrigeració d'aquests tancs, de manera que el MIC es trobava a uns 20 °C, molt per sobre de la temperatura recomanada.
Les canonades disposaven d'uns discs per evitar l'entrada de l'aigua que s'utilitzava per netejar als tancs del MIC, però aquestes peces havien resultat defectuoses i no es va instal·lar.
Els canons d'aigua no tenien prou pressió per a arribar al núvol de gas. Com que el MIC és soluble en aigua, els canons haurien previngut que el gas s'escampés pels voltants de la fàbrica.

### Política de personal
Inicialment, per ser un operador de la planta de producció del MIC s'havia de ser graduat en ciència o enginyeria. Més endavant, n'hi havia prou amb vuit setmanes d'entrenament. L'any 1982 la majoria dels operadors originals havien renunciat, i treballadors que havien passat una formació de 14 dies estaven a càrrec de les operacions regulars de la planta. El manual de les operacions de planta estava disponible només en anglès.
Els tècnics que acceptaven un lloc de treball a la planta del MIC rebien una ocupació a mesura que rebrien l'aprenentatge de sis mesos, però després de cinc setmanes de formació es considerava que tenien prou estatus per a exercir d'operador de planta.
El personal treballava sense equips de seguretat tot i estar diàriament exposats a substàncies tòxiques com el tetraclorur de carboni, la trimetilamina, l'alfa-naptol, l'isocianat de metil i pols de carbaril. La demanda de mesures de seguretat addicionals per part dels treballadors els portava a disputes amb els caps i a amenaces d'acomiadament.
Entre el 1983 i el 1984 la mà d'obra i el personal de manteniment es van reduir a la meitat. Els torns de treball es van reduir de dotze a sis, i els de manteniment de sis a dos. Les posicions de supervisors de manteniment també van ser retallades uns dies abans de l'accident. La nit de l'accident no hi havia cap enginyer qualificat a la planta, i l'únic supervisor present havia estat transferit d'una altra planta un mes abans.
La política de l'empresa prohibia als treballadors parlar en nom de l'empresa sense autorització, especialment en situacions d'emergència.

### Auditories internes
A la planta de la UCC es duien a terme auditories de seguretat cada dos anys. A l'auditoria del 1982, es van reportar 61 perills en tota la planta, incloent les unitats de producció i emmagatzematge del fosgè i el MIC. A més, es va indicar que l'actuació del personal estava per sota els mínims que requerien les responsabilitats de la planta. Es van aplicar mesures temporals per la majoria d'aquestes incidències, però dos anys més tard les condicions s'havien deteriorat novament.
Una auditoria interna a la planta de UCC a Virgina, Estats Units, amb un disseny molt similar a la planta de Bhopal, advertia que era possible que es donés una reacció descontrolada als tancs d'emmagatzematge de l'isocianat de metil, i afirmava que els plans d'emergència dissenyats no serien prou efectius per a prevenir una catàstrofe. Tot i així, l'informe no va ser remès a la planta de l'Índia.

## El dia de la catàstrofe, al detall
Era un 3 de desembre del 1984; només havia transcorregut una mitja hora des de mitjanit. Moltes famílies de Bhopal havien triat aquesta nit pels seus bons auguris per a celebrar les esposalles dels seus fills. Coincidia amb la celebració d'un concurs poètic important al qual assistia un públic nombrós procedent de tota la regió i fins i tot, de llocs més llunyans. Per aquest motiu, tota la ciutat estava engalanada i molta gent gaudia de la nit fora de casa. Més d'un milió de persones es trobaven a Bhopal aquell fatídic dia.

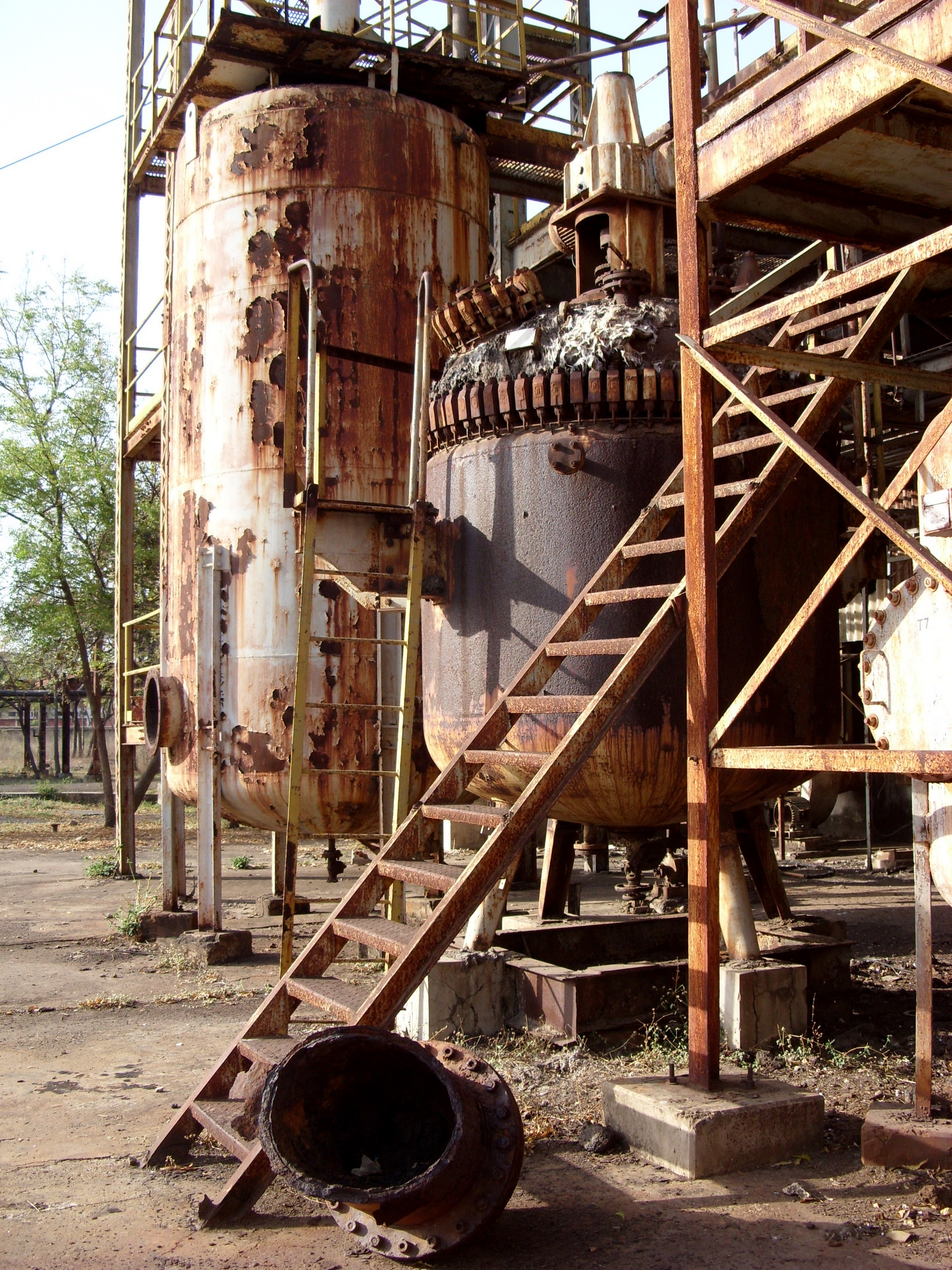
Planta de Union Carbide a Bhopal.

La fàbrica de Bhopal estava parada. Un dels escassos moviments era el d'uns obrers que feien tasques de neteja amb aigua a pressió a l'interior d'unes canalitzacions de tràfec d'isocianat de metil. Fora de les instal·lacions, i enganxades als seus murs, dormien milers de persones en barraques, organitzades en populosos barris perillosament pròxims. Les autoritats civils no havien tingut la valentia política de reubicar-los en un altre lloc, sinó que, per contra, els havien concedit escriptures de propietat dels terrenys on s'assentaven.
A l'interior dels murs de la Carbide continuaven les maniobres de neteja, sense prendre les degudes mesures preventives. L'aigua injectada en les canonades de MIC circulava amb força arrossegant impureses adossades a les parets del tub així com cristalls de clorur de sodi i restes metàl·liques. Però els operaris havien ignorat la precaució d'estancar el conducte amb l'ús d'uns discs especials i l'aigua juntament amb les deixalles arrencades, es van filtrar a l'interior de la cisterna E-610, que contenia 42 tones de MIC. Connectades a ella hi havia dues cisternes de MIC, l'E-611 i la E-619, que contenien respectivament altres 20 i 1 tones de la mateixa substància. L'aigua, els cristalls de clorur de sodi i les restes metàl·liques en contacte amb el MIC van provocar una violenta reacció exotèrmica del líquid, que passa ràpidament a l'estat gasós amb despreniment de calor. En qüestió de segons, la pressió a l'interior de la cisterna passa de 2 a 55 lliures per polzada al quadrat o, cosa que és el mateix, de 0,4 a 10,8 quilograms per centímetre quadrat. L'acer d'alta resistència amb què estava construïda la cisterna aguantava bé la pressió, però el gas intentava buscar sortida per alguna part i la trobava en les vàlvules de seguretat, que esclataven per efecte de la sobrepressió. A partir de llavors la fuita tòxica va ser inevitable.
Dues altes columnes de gas, a manera de guèisers, es van projectar cap al cel de Bhopal. Els bombers de la fàbrica van ser incapaços d'abatre el núvol amb aigua polvoritzada, ja que el raig de les mànegues no agafava prou alçada, i els sistemes de seguretat de la fàbrica estaven apagats o inutilitzats. Sense possibilitat de fer res, el núvol tòxic es va anar fent cada vegada més gran i un lleuger vent del nord el va impulsar en direcció contrària, cap al sud, cap a la ciutat. Shekil Qureshi, supervisor del torn de nit, va ordenar l'evacuació general de la fàbrica en la direcció contrària al vent i cap dels empleats, excepte ell mateix, va resultar afectat per l'emanació dels gasos.
A causa de l'augment de temperatura i la violenta reacció del MIC, aquest va començar a descompondre's en diversos gasos molt tòxics i fins i tot letals: fosgens, monometilamina i àcid cianhídric (cianur). Tots ells tenen una densitat superior a la de l'aire, de manera que es mantenen pràcticament a nivell del sòl. El vent empenyia suaument aquest núvol 

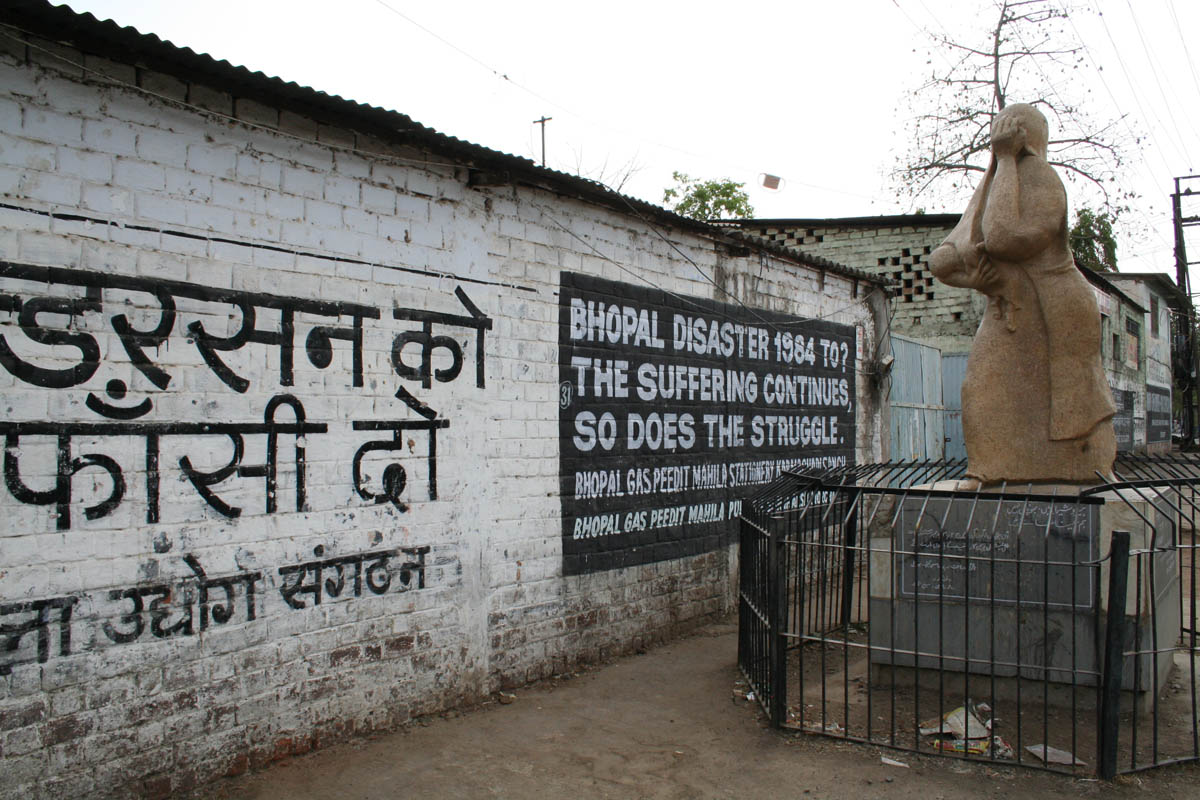
Monument en memòria de les víctimes, i murals al·lusius al desastre, prop de la planta de Bhopal.

tòxic i el dirigia cap al sud, cap als barris de barraques, l'estació de ferrocarril, una fàbrica de cartonatge, l'estació d'autobusos, la central elèctrica i la ciutat vella de Bhopal; segons alguns mitjans de comunicació, el núvol va sobrevolar uns 40 km² de la ciutat. Immediatament van sucumbir a centenars les espècies animals: gats, gossos, vaques, búfals i ocells. Pel que fa a les persones, els primers a morir van ser els habitants més impossibilitats: ancians, invàlids i nens. Els carrers de Bhopal es van omplir de cadàvers i de gent desesperada per fugir, intentant respirar. Un dels gasos més letals alliberats en l'accident va ser l'àcid cianhídric: el cianur bloqueja la respiració celular inhibint l’acció de la citocrom oxidasa mitocondrial impedint la reducció de l’oxigen a aigua al finsl de la cadena de transport d’electrons mitocondrial, i l'individu mor sota dolorosos espasmes i convulsionsque poden trigar des de deu segonsa uns minuts. La gent va caure fulminada i així es pot observar en imatges gravades de l'època, amb els carrers encatifats de cossos sense vida.

## Efectes sobre l'exposició humana
Els primers i més abundants símptomes causats pel MIC foren irritació i dificultat en la respiració en major extensió, i ceguera en més de 10.000 persones exposades al gas. Les principals causes de mort foren per edema pulmonar, broncospasme i desequilibri d'electròlits, entre altres problemes dins l'aparell respiratori. Altres símptomes freqüents foren feblesa muscular, problemes gastrointestinals, anòxia en diversos teixits i extrema lacrimació.
L'isocianat de metil pot ser transportat per tot l'organisme mitjançant una reacció reversible amb el glutatió, pèptid comú en els sistemes biològics. Degut a aquest sistema de transport, el MIC pot ser difós a diferents òrgans del cos humà, provocant diferents tipus de danys en funció de la zona en la qual es troba.
L'exposició per MIC provoca símptomes d'efecte prolongat, com la ceguesa o pèrdua parcial de la visibilitat i dany crònic als pulmons. També es detectaren problemes de cataractes. Un 30% de la població exposada al gas presenta fibrosi.
L'isocianat de metil també presenta toxicitat en la reproducció. Durant el primer any després de la fuita, la majoria d'embarassos acabaven en avortament o amb morts neonatals. En cas contrari, la majoria d'infants morien al cap d'un mes. Anys més tard fins al dia d'avui els naixements amb malformacions són molt abundants.
Molts components tòxics trobats a l'aigua es varen trobar, segons dades obtingudes de diferents estudis, a la llet maternal de mares lactants residents a l'àrea. Investigacions més recents, com la realitzada l'any 2002 per Fact-Finding Mission on Bhopal trobà mercuri, plom, 1,3,5-triclorobenzè, diclorometà i cloroform.

## Conseqüències ambientals

### Estudis i situació actual
Després de l'incident, la fàbrica es va tancar definitivament. Union Carbide es va desvincular de les responsabilitats referents a les restes de reactius encara emmagatzemades a les instal·lacions, les quals varen ser abandonades sense cap mena de precaució, totalment descobertes a la intempèrie i vulnerables a la pluja i als vents monsònics i a la disposició de qualsevol individu. D'aquests contaminants encara en quedaven quantitats industrials, fins i tot superiors a les permeses per la normativa vigent a l'època.
Des del mateix moment que es tancà la fàbrica, aquests productes químics abandonats segueixen contaminant la zona. Durant cada període estacional d'abundants pluges són arrossegats contínuament a les profunditats del sòl cap a aigües subterrànies, que alhora desemboquen en pous, fonts, bombes i aixetes d'ús quotidià pels habitants de Bhopal.
Diferents grups d'habitants intentaren construir bombes d'aigua manuals en zones més allunyades de la fàbrica, però només se n'extreia aigua amb textura oliosa amb olors fortes corresponents a productes orgànics.
La mateixa Union Carbide realitzà diversos tests, però 30 anys més tard molt pocs han sigut mostrats al públic. Una memòria realitzada per UC obtinguda per ordre judicial l'any 1989 als Estats Units exposa que es realitzà un estudi on peixos introduïts dins un recipient amb aigua local morien al mateix instant. Vint-i-una àrees dins de la planta van ser detectades amb una gran quantitat de contaminants. Tanmateix, en aquell moment l'empresa no alertà del perill al públic, al·legant que l'aigua era totalment potable. L'any 1991 les autoritats municipals declararen que l'aigua d'almenys 100 pous no era apta per al seu ús, i que era perillosa per a la salut, i el 1994 es confirmà que el 21% de les instal·lacions de la fàbrica estaven altament contaminades d'una gran quantitat de productes químics.
Veient que moltes agències estaven realitzant anàlisis del terreny més afectat, l'any 1994 el govern decidí tancar totes les investigacions obertes referents a l'obtenció d'informació dels danys i efectes del despreniment de gas. L'aparició d'aquesta normativa per tal d'evadir informació coincidí paral·lelament amb l'aparició de noves epidèmies de càncer, diabetis i ceguera temporal, entre d'altres. Tot i això, els estudis realitzats durant els anys anteriors sí que varen ser publicats, i anys més endavant altres entitats varen continuar les seves investigacions. Fins a l'actualitat, però, Dow Chemical Company, propietària d'UC des del 2001, segueix negant-se a publicar els resultats dels estudis dels efectes del MIC.
Les autoritats índies varen obrir la fàbrica al públic l'any 2009 per recordar el 25 aniversari del desastre, pretenien així demostrar cara l'exterior que no hi ha cap mena de risc en visitar les instal·lacions en l'actualitat. Per reforçar aquesta imatge, Jairam Ramesh, ministre de medi ambient del moment, agafà un grapat de terra de la zona de la nau per demostrar que el contacte amb les instal·lacions no era perillós per a la salut i que el procés de recuperació de l'accident havia millorat la qualitat de vida dels habitants. Molts ciutadans afectats indicaren que, anàlogament, "una persona que toca una cigarreta no agafa cancer de pulmó".

#### Composició de l'aigua
Greenpeace dugué a terme anàlisis de sòl i aigua al voltant de la fàbrica l'any 1999, un any després que el govern indi prengués possessió de les instal·lacions abandonades. Els seus estudis, però, mostraren que les entitats més altes del país seguien despreocupant-se i desentenent-se de la situació crònica de la ciutat: en una bomba manual d'aigua Greenpeace trobà tetraclorometà en una concentració 682 vegades superior a la permesa per l'Enviromental Protection Agency (EPA). Aquest mateix estudi mostra la presència de contaminants orgànics persistents (COP), organoclorats i quantitats de mercuri més altres de les esperades per aquell tipus de terreny. Una mostra de terra sota l'antiga planta de sevin mostrà contenir nivells de mercuri de 20.000 a 6 milions de vegades majors als previstos. També es trobaren compostos organoclorats a aigua subterrània de 4,4 metres de profunditat. La font on desembocava aquesta aigua tenia un cartell indicatiu de la seva perillositat, però seguia estant a la disposició de tothom.
A l'Agost de 2009 Greenpeace realitzaren noves anàlisis i s'obtingueren resultats menys pròspers en comparació amb l'estudi realitzat de deu anys abans: la quantitat de CCl₄ superava 4.880 vegades la permesa per l'EPA. També s'hi han detectat productes relacionats amb diferents tipus de càncer, així també com tricloroetilè, agent retardant del desenvolupament del fetus, en quantitats 50 vegades majors a les especificades per l'EPA.
Tot i aquestes dades, les famílies residents de Bhopal continuen consumint indiscriminadament aquesta aigua, utilitzant-la per rentar la roba i per banyar-se sense cap mena de control o prohibició. El govern té en marxa un pla de distribució d'aigua embotellada per als residents, però no abasta tots els ciutadans. D'aquesta manera, la població no té cap altre remei de consumir aquesta aigua, conscients de l'enverinament que comporta beure'n.
En conjunt, recerques sobre el terreny bhopalí mostren que la composició de les aigües subterrànies contenen components tals com 1-naftol, naftalè, sevin (insecticida), residus de quitrà, mercuri, organoclorats tòxics i volàtils, diversos metalls pesants com cobalt, níquel i plom, hexacloroetà, hexaclorobutadiè, hexaclorociclohexans (HCH), compostos orgànics volàtils (VOCs) i halo-orgànics, a més dels ja esmentats.

#### Efectes sobre animals i vegetació
De la mateixa manera que la fuita de gas de la fàbrica de Union Carbide
(UC) va afectar l'espècie humana, també tingué efecte sobre la resta 
d'éssers vius, tant els animals domèstics o de granja tant com 
plantes i vegetació circumdant a la fàbrica. D'aquesta manera, els cadàvers 
dels animals també varen quedar estesos per la via pública la nit de l'accident. Aquests no varen 
ser retirats tan ràpidament com els dels humans degut a qüestions 
morals, ètiques i religioses, i els seus cossos varen anar descomponent-se a
la intempèrie, afegint un nou factor de risc a la salut dels 
supervivents a la catàstrofe: la possibilitat d'agafar el còlera degut als microorganismes partícips del procés de putrefacció
s'incrementà, com també el risc de consumir part d'aquesta carn, ja que la 
falta de recursos i aliment dies després de l'accident fou notòria. El 9
de desembre següent es prohibí la venda d'aliments a la zona més 
propera de l'incident per tal d'evitar infeccions per part de l'alcalde 
de Bhopal, M.K. Basariya.

## Reclamacions i indemnitzacions

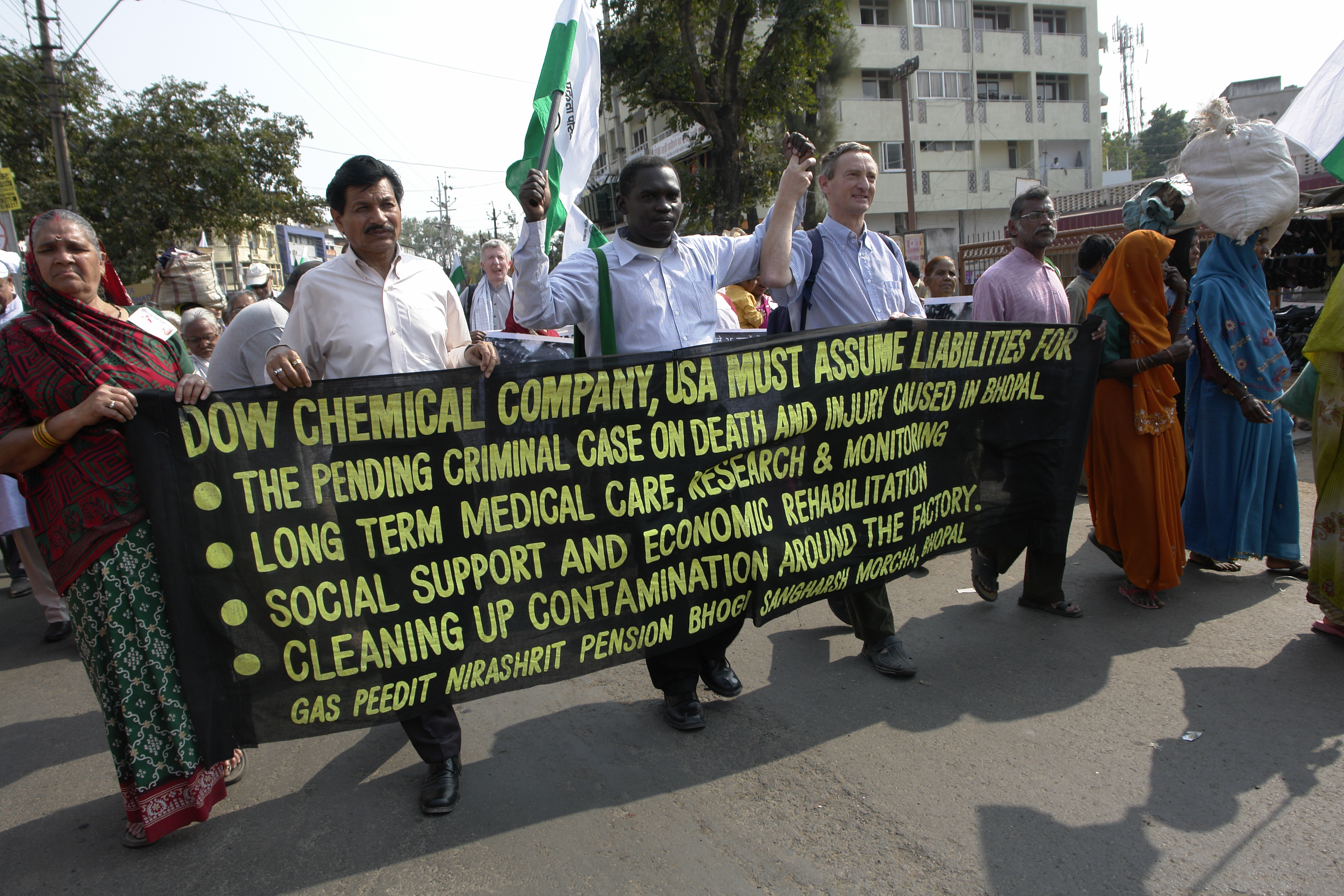
Protesta per la denúncia de reparacions el 2010.

Com és pràctica comuna en aquest tipus de sinistres i per tal d'evitar un llarg procés judicial, amb el consegüent perjudici dels afectats, Union Carbide Corporation va acordar amb el govern indi una compensació pels danys que va ascendir a 470 milions de dòlars, uns 480 milions d'euros.
Aquesta xifra, sis vegades inferior a l'exigida pels demandants, va prendre com a referència els 3828 morts oficials, quan els forenses de Bhopal havien practicat 4950 autòpsies en els primers 5 o 6 mesos següents a l'accident. El pagament es va efectuar directament al govern, que seria l'encarregat de tramitar les reclamacions i distribuir les indemnitzacions. Aquesta liquidació portava implícita la renúncia del govern a qualsevol altra reclamació futura per via judicial.
La malversació dels diners aportats per Union Carbide va tenir dues conseqüències: que els afectats rebessin una quantitat irrisòria com a indemnització i que part dels fons es derivessin per a obres públiques i infraestructures que res tenien a veure amb la catàstrofe. Al voltant del 30% de les demandes per lesions i el 20% de les demandes per mort (3.891 de 15.158) han estat rebutjades.
Els beneficiaris de les reclamacions van cobrar tard i malament. En els casos de mort de la víctima, els damnificats van cobrar com a compensació unes 67.267 rupies de mitjana (prop de 800 €) per 11.267 morts comptabilitzades, l'import per als casos de lesions es va reduir a una mica menys de la meitat. Els danys causats a la salut mental dels supervivents no van ser considerats motiu de rescabalament econòmic, així com tampoc els fills de les dones exposades als gasos i que pateixen retard en el creixement físic i mental.
Pel vint-i-cinquè aniversari de l'accident, l'any 2009, un grup de vint activistes de Bhopal varen realitzar una protesta davant les instal·lacions de Dow Chemical per reivindicar la seva falta de contribució en la neteja de les aigües de consum de la ciutat. La seva acció consistí a realitzar una campanya publicitària d'aigua embotellada de Bhopal, amb els seus contaminants. Viatjaren fins a Londres per presentar-la als dirigents de Dow Chemical, però es trobaren les instal·lacions buides, la qual cosa implica que els seus dirigents varen evitar el contacte amb el grup esmentat.